# Saint-Joseph Gadji Celi
Saint-Joseph Gadji Celi (ur. 1 maja 1961 w Abidżanie) – piłkarz z Wybrzeża Kości Słoniowej, występujący podczas kariery na pozycji pomocnika.

## Kariera piłkarska
Saint-Joseph Gadji Celi karierę w Stella Club d’Adjamé w 1982. Z Stellą Adjamé zdobył mistrzostwo Wybrzeża Kości Słoniowej w 1984. W latach 1986–1989 występował w drugoligowym francuskim FC Sète. W latach 1990–1993 występował w ASEC Mimosas. Z ASEC czterokrotnie zdobył mistrzostwo Wybrzeża Kości Słoniowej w 1990, 1991, 1992, 1993, 1994, 1995 oraz Puchar Wybrzeża Kości Słoniowej w 1990.

## Kariera reprezentacyjna
Saint-Joseph Gadji Celi występował w reprezentacji Wybrzeża Kości Słoniowej. W 1984 uczestniczył w przegranych eliminacjach do Mistrzostw Świata 1986. W 1986 wystąpił w Pucharze Narodów Afryki, na którym WKS zdobyło brązowy medal, w 1988 w Pucharze Narodów Afryki 1988. W 1989 uczestniczył w przegranych eliminacjach do Mistrzostw Świata 1990.
W 1992 roku uczestniczył w największym sukcesie w historii WKS w postaci zdobycia Pucharu Narodów Afryki. Na tej imprezie Gadji Celi wystąpił we wszystkich trzech meczach z Algierią, Zambią i w finale z Ghaną, w którym strzelił bramkę w serii rzutów karnych. W tym roku wystąpił w pierwszej edycji Pucharu Konfederacji, który nosił wówczas nazwę Pucharu Króla Fahda. Na tym turnieju po porażkach z Argentyną i reprezentację USA Wybrzeże Kości Słoniowej zajęło ostatnie, czwarte miejsce. Gadji Celi wystąpił w obu meczach. W 1992 uczestniczył w przegranych eliminacjach do Mistrzostw Świata 1994.

## Kariera muzyczna
Jeszcze będąc piłkarzem Gadji Celi rozpoczął karierę muzyczną. Od 1986 wydał dziewięć płyt.

## Dyskografia
- 1986 : Allez les éléphants
- 1988 : Allez les éléphants2
- 1990 : La paix
- 1993 : Eléphants story
- 1994 : Espoir
- 1996 : Affaires de femmes
- 2000 : Femme de feu
- 2003 : C'est ce qui est ça
- 2008 : Accra 2008